# 西藏香竹
西藏香竹（学名：Chimonocalamus tortuosus）为禾本科方竹属下的一个种。

## 扩展阅读
- 維基物種上的相關：西藏香竹